# Мадуев, Сергей Александрович
Серге́й Алекса́ндрович Маду́ев (при рождении Али́ Арби́евич Маду́ев, 17 июня 1956, по разным данным: Караганда или Павлодарская область, Казахская ССР, СССР — 10 декабря 2000, колония «Чёрный дельфин», Соль-Илецк, Оренбургская область, Россия) — один из самых известных советских разбойников. Имел кличку «Червонец», но сам называл себя «Вор вне закона». Несмотря на то, что Мадуев начал преступную деятельность ещё в 1970-х, его самые громкие преступления произошли в самом конце 1980-х, из-за чего Мадуев сегодня считается одним из последних известных преступников эпохи СССР.
Большую известность Мадуев приобрёл после неудачной попытки побега из «Крестов» в мае 1991 года, в чём ему помогала соблазнённая им следователь из бригады, которая занималась его делом.

## Детство. Первые судимости
Али Арбиевич Мадуев родился 17 июня 1956 года в местах лишения свободы в Казахской ССР в семье чеченца, осуждённого за сопротивление депортации, и кореянки, осуждённой за спекуляцию, был четвёртым ребёнком в семье. После освобождения отец бросил семью. Уже с шести лет Мадуев стал воровать. В августе 1974 года получил свой первый тюремный срок — Каскеленский районный суд Алма-Атинской области приговорил его к 6 годам лишения свободы за соучастие в краже. Выйдя из тюрьмы в мае 1980 года, Мадуев занялся грабежами и разбоями, за что в феврале 1981 года получил 15 лет лишения свободы.
Во время отбытия второго срока Мадуев выдержал нападение сразу 12 уголовников, которые намеревались его убить за то, что он присвоил себе «общак» воров в законе из Тбилиси и Ташкента. Мадуев завоевал авторитет, стал бригадиром и получил кличку Червонец. Тем не менее уголовники считали его «беспредельщиком», всегда готовым пустить в ход оружие.

## Побег и новые преступления
Когда в 1988 году Мадуев был переведён в колонию-поселение, он тут же бежал из неё и был объявлен во всесоюзный розыск. Поначалу по СССР прокатилась волна дерзких краж и грабежей — след Мадуева был зафиксирован в Сибири, Грозном, Подмосковье. Жертва ограбления в Грозном рассказала, что Мадуев не позволил своему сообщнику изнасиловать её дочь. Во время другого ограбления в Подмосковье потерпевшему внезапно стало плохо. Мадуев зашёл в аптеку в соседнем доме и вызвал «скорую помощь» к только что им же ограбленному человеку. Благодаря этому потерпевшего удалось спасти.
Вскоре Мадуев начал убивать. Первое, сразу тройное, убийство было совершено им с сообщником Романом Чернышёвым в Ростовской области. Жертвами налётчиков стали супруги Шалумовы, попытавшиеся поднять шум во время ограбления. Затем с целью скрыть следы своих преступлений налётчики подожгли дом Шалумовых, где погиб их годовалый сын. Пуля, извлечённая из одного из трупов, была выпущена из редкого в СССР пистолета «CZ vz. 27» (Мадуев приобрёл пистолет у трофейщиков, которые занимались незаконной раскопкой и продажей оружия, оставшегося на местах боёв Великой Отечественной войны). На месте преступления была замечена белая «Волга». Из дверцы найденной машины была извлечена пуля от того же пистолета. Владелец машины пояснил, что он давал машину лишь своему шурину — Сергею Мадуеву. После этого Мадуев был вновь объявлен во всесоюзный розыск.
6 июня 1989 года Мадуев и Чернышёв совершили двойное убийство с целью ограбления в Астраханской области. После этого Мадуев стал метаться по стране. В Узбекистане он украл из воровского «общака» 200 тысяч рублей, но узбекские воры в законе не стали это обнародовать. Затем Мадуев ограбил грузинского вора в законе. После этого ему объявил войну ещё и грузинский клан воров в законе. В том же году Мадуев в Ленинграде совершил ряд разбойных нападений (здесь Мадуев для совершения ограблений использовал уже револьвер Нагана), одно из которых закончилось тяжёлым ранением потерпевшей (кооператор Роза Абрамовна Юрих, были похищены 134 тысяч рублей и 1,5 кг золотых украшений). Она умерла в феврале 1990 года, когда Мадуев был уже арестован. 18 декабря 1989 года Мадуев застрелил швейцара-«воротчика» Валерия Лютвинского в ленинградском кафе «Ориент» на глазах у десятков людей. После этого, обернувшись, спросил: «Может быть, ещё кто-то хочет?».
В январе 1990 года Мадуев и Чернышёв приехали в Ташкент, на следующий день они совершили разбойное нападение. Налётчикам оказали сильное сопротивление. Чернышёв был ранен. Мадуев добил его и хозяина дома из пистолета. На следующий день Мадуев был задержан на ташкентском железнодорожном вокзале. Его пристегнули наручниками к милиционеру. Мадуев достал из внутреннего кармана гранату и приказал отпустить его. После долгих уговоров Мадуев прошёл в помещение вокзальной милиции, где по его приказу сотрудник милиции сжёг его записную книжку. Сотрудники милиции обезвредили его и гранату, которая оказалась учебной.
В 2024 году московские оперативники выяснили, что в 1988 году он изнасиловал девочку возле дома 25 на Жулебинской улице в Москве, а также убил мужчину.

## Следствие, побеги и суд
Мадуев был этапирован в Ленинград в «Кресты». Не сомневаясь, что его ждёт расстрел, он охотно давал показания, начал выдавать сообщников, указывал места преступлений, подписывал протоколы, при этом даже не читая их. Мадуеву было предъявлено обвинение в совершении более чем 60 преступлений, не менее десяти из них — убийства.
3 мая 1991 года конвой должен был забрать Мадуева в Москву, где суда ожидали его сообщники — братья Мурзабековы. Неожиданно для конвоиров Мадуев достал из-за пазухи револьвер, выстрелил в стену и приказал его отпустить. Мадуев побежал и выстрелил в майора Ермолаева. Мадуев был схвачен. Позже выяснилось, что это был хранившийся в сейфе прокуратуры револьвер, с которым Мадуев совершил свои ленинградские и ташкентские убийства.
Для расследования попытки побега была создана следственная группа под формальным руководством следователя прокуратуры Выборгского района Круглова. Но фактически весь объём оперативно-следственных действий выполнял КГБ. Полковник КГБ Владимир Георгиев выяснил, что оружие Мадуеву передала Наталья Воронцова — следователь из следственной бригады по делу Мадуева. Мадуев понравился ей и уговорил помочь. Воронцова была осуждена на семь лет, а эта история легла в основу фильма «Тюремный романс», где Мадуева сыграл Александр Абдулов.
Мадуев ещё дважды пытался бежать: во второй раз — с помощью пистолета, слепленного из хлеба; в третий — с пистолетом, который ему передал охранник. Охранник был арестован и уверял на следствии, что Мадуев его загипнотизировал.
10 июля 1995 года Мадуев за два доказанных убийства (третье убийство будет раскрыто только в 2024 году) и множество других преступлений был приговорён Ленинградским областным судом к исключительной мере наказания — расстрелу. Однако из-за введения моратория смертная казнь была заменена на пожизненное заключение. Первоначально пребывал в «Крестах» и Новочеркасске, в ноябре 2000 года был переведён в колонию «Чёрный дельфин», где 10 декабря того же года умер от сердечно-сосудистой недостаточности и сахарного диабета.

## В массовой культуре
Художественный кинематограф
1. Художественный фильм «Тюремный романс», в главной роли Александр Абдулов (1993)
2. Художественный сериал «Глухарь», 20 серий, в главной роли Владимир Ерёмин (1994)
3. Художественный сериал «Чума», 24 серии, в главной роли Александр Устюгов (2015)

Документальный кинематограф
1. Документальный фильм «Дело Мадуева. Приговорённый всеми» из цикла «Криминальная Россия» (1995)
2. Незавершённый сериал «Жестокий романс. Криминальные истории» (2007)
3. Документальный фильм «Последний бандит Советского Союза» из цикла «Приговорённые пожизненно» (2008)
4. Документальный фильм «Сердцеед» из цикла «Следствие вели» (2010)
5. Документальный фильм «Последний преступник СССР Сергей Мадуев» из цикла «Без срока давности» (2013)
6. Документальный фильм «Червонец» из цикла «Легенды советского сыска» (2014)
7. Документальный фильм «Клетка для „Робин Гуда“» из цикла «Закон есть закон» (2016)